# Dopełnienie algebraiczne
Dopełnienie algebraiczne – dopełnienie algebraiczne elementu {\displaystyle a_{ij}} danej macierzy kwadratowej {\displaystyle A} stopnia {\displaystyle n} jest to iloczyn {\displaystyle (-1)^{i+j}} oraz minora {\displaystyle M_{ij},} czyli wyznacznika podmacierzy stopnia {\displaystyle n-1} powstałego z usunięcia {\displaystyle i}-tego wiersza oraz {\displaystyle j}-ej kolumny macierzy {\displaystyle A.}
Dopełnienie algebraiczne elementu {\displaystyle a_{ij}} macierzy {\displaystyle A} oznacza się często symbolem {\displaystyle A_{ij}}, a macierz
{\displaystyle {\begin{bmatrix}A_{11}&A_{12}&\cdots &A_{1n}\\A_{21}&A_{22}&\cdots &A_{2n}\\\vdots &\vdots &\ddots &\vdots \\A_{n1}&A_{n2}&\cdots &A_{nn}\end{bmatrix}},}
złożoną z dopełnień algebraicznych (oznaczaną {\displaystyle [A_{ij}]}), nazywa się macierzą dopełnień algebraicznych macierzy {\displaystyle A.}

## Przykład
Dana jest macierz:
{\displaystyle A={\begin{bmatrix}a_{11}&a_{12}&a_{13}\\a_{21}&a_{22}&a_{23}\\a_{31}&a_{32}&a_{33}\end{bmatrix}}={\begin{bmatrix}1&-2&0\\3&0&1\\-1&1&-3\end{bmatrix}}}
Dopełnienia algebraiczne elementów {\displaystyle a_{11}} oraz {\displaystyle a_{23}} tej macierzy wynoszą, odpowiednio:
{\displaystyle A_{{\color {red}1}{\color {blue}1}}=(-1)^{{\color {red}1}+{\color {blue}1}}\cdot {\begin{vmatrix}0&1\\1&-3\end{vmatrix}}=-1}
{\displaystyle A_{{\color {OliveGreen}2}{\color {Brown}3}}=(-1)^{{\color {OliveGreen}2}+{\color {Brown}3}}\cdot {\begin{vmatrix}1&-2\\-1&1\end{vmatrix}}=1}